# Bernardo do Canto Machado de Faria e Maia
Bernardo do Canto Machado Faria e Maia (Ponta Delgada, 21 de Junho de 1797 — Ponta Delgada, 13 de Junho de 1841) foi um clérigo e político açoriano, que entre outras funções foi governador temporal e visitador-geral do bispado de Angra e deputado às Cortes da Monarquia Constitucional Portuguesa. Foi uma das figuras chave na implantação do regime liberal na ilha de São Miguel e no controlo do poder eclesiástico açoriano por parte do novo regime.

## Biografia
Nasceu no seio de uma importante família terratenente da ilha de São Miguel, com importantes ligações à fidalguia da ilha. Era filho de  Bernardo António Cymbron Borges de Sousa, da Casa da Arquinha, e de Helena Vitória Machado de Faria e Maya, filha de José Inácio Machado de Faria e Maia. Depois de estudos preparatórios feitos em Ponta Delgada e em Lisboa, matriculou-se em Cânones na Universidade de Coimbra, formando-se no ano de 1820. Ordenado sacerdote, ingressou na carreira eclesiástica na Diocese de Angra, onde as suas ligações familiares e o facto de ser um dos poucos sacerdotes com formatura na Universidade de Coimbra lhe granjearam grande ascendente, particularmente entre o clero da ilha de São Miguel.
Formado em Coimbra no período que antecedeu a Revolução Liberal do Porto, aderiu às ideias liberais, sendo um dos poucos clérigos micaelenses simpatizantes do novo regime. Quando, na sequência do desembarque na ilha das forças liberais comandadas pelo conde de Vila Flor e da vitória liberal na batalha da Ladeira da Velha, foi implantado o regime liberal em São Miguel, assumiu uma posição de grande relevo no relacionamento entre a Igreja Católica micaelense e o novo regime. 
Essa posição consolidou-se quando D. Pedro IV de Portugal se instalou em Ponta Delgada em preparação das forças que protagonizariam o Desembarque do Mindelo. Com o governo liberal instalado na ilha, foi nomeado por Mouzinho da Silveira para integrar uma comissão destinada a estudar a reforma da estrutura eclesiástica. Naquela comissão, nomeada por aviso de 23 de Abril de 1832, teve um papel determinante na preparação do controverso decreto de 17 de Maio de 1832 que reformou a estrutura eclesiástica nos Açores.
Aquele diploma, entre outras inovações destinadas em boa parte a reduzir o poder do bispo de Angra, criou priorados nas principais localidades como forma de poder intermédio no seio da diocese dando assim uma nova organização à hierarquia eclesiástica. Esta nova organização foi mal recebida na sede da diocese, onde foi considerada como uma tentativa dos clérigos da ilha de São Miguel se autonomizarem em relação ao poder eclesiástico de Angra, razão pela qual nunca chegou a ser aplicada fora da ilha de São Miguel. A controvérsia acabaria com a reformulação daquele decreto, ocorrida em 1839, depois de algumas das suas normas terem sido declaradas como uma manifesta intromissão anticanónica do poder civil em jurisdição espiritual. Ainda assim, o Dr. Bernardo Faria e Maia foi provido no priorado da Matriz de São Sebastião de Ponta Delgada, o lugar mais categorizado e bem pago da nova reforma, e a designação de "prior" dada aos seus sucessores persiste até ao presente.
Como o bispo de Angra, D. frei Estêvão de Jesus Maria, se mantinha afastado da sua diocese por ter sido apoiante da causa de D. Miguel I de Portugal, o Dr. Bernardo Faria e Maia foi nomeado, por decreto de 30 de Maio de 1832, como governador temporal e visitador-geral do bispado de Angra, substituindo no cargo o Dr. João José da Cunha Ferraz, uma das mais prestigiadas figuras da resistência liberal na Terceira. Esta nomeação, vista como um prémio ao apoio familiar concedido à causa liberal, foi deveras controversa, não colhendo a aceitação do Cabido nem da generalidade do clero da Terceira e das restantes ilhas.
Por indicação de D. Pedro IV comunicada ao Cabido da Sé de Angra, a 20 de Junho de 1832 foi o Dr. Bernardo Faria e Maia nomeado vigário capitular, cargo que exerceu até 27 de Junho de 1833, data em que o clérigo madeirense Januário Vicente Camacho foi nomeado governador da Diocese de Angra.
Terminada a Guerra Civil, em 1834 o Dr. Bernardo Faria e Maia foi eleito deputado às Cortes pela Província Oriental dos Açores. Participou nos trabalhos parlamentares da I Legislatura (1834-1836) da Monarquia Constitucional Portuguesa, revelando-se como de inclinação cartista, posição que manteria até ao fim da vida. Na acção parlamentar não teve papel relevante, mas a sua passagem pela política contribuiu para iniciar uma importante "dinastia" política no seio da família Faria e Maia que persistiria por cerca de um século. Foi seu herdeiro político o seu sobrinho Francisco Machado de Faria e Maia, depois 1.º visconde de Faria e Maia.
Em 1836 aderiu à Maçonaria, sendo iniciado com o nome simbólico de Franklin na Loja União Açoriana da cidade de Ponta Delgada. Em 1840 foi novamente nomeado governador do bispado aquando da preparação do regresso de D. frei Estêvão de Jesus Maria aos Açores.
Publicou uma Pastoral dada em Ponta Delgada a 29 de Novembro de 1832, que se transformou num dos principais documentos orientadores do relacionamento entre a Igreja Católica açoriana, em boa parte ideológica e historicamente ligada ao antigo regime, e a nova estrutura de poder implantada pelo regime liberal.